# Вейсце
Вейсце (пол. Wejsce) — село в Польщі, у гміні Коцежев-Полудньовий Ловицького повіту Лодзинського воєводства.
Населення — 353 особи (2011).
У 1975-1998 роках село належало до Скерневицького воєводства.

## Демографія
Демографічна структура станом на 31 березня 2011 року:
|          | Загалом | Допрацездатний вік | Працездатний вік | Постпрацездатний вік |
| -------- | ------- | ------------------ | ---------------- | -------------------- |
| Чоловіки | 181     | 43                 | 115              | 23                   |
| Жінки    | 172     | 33                 | 100              | 39                   |
| Разом    | 353     | 76                 | 215              | 62                   |